# 코르빈성

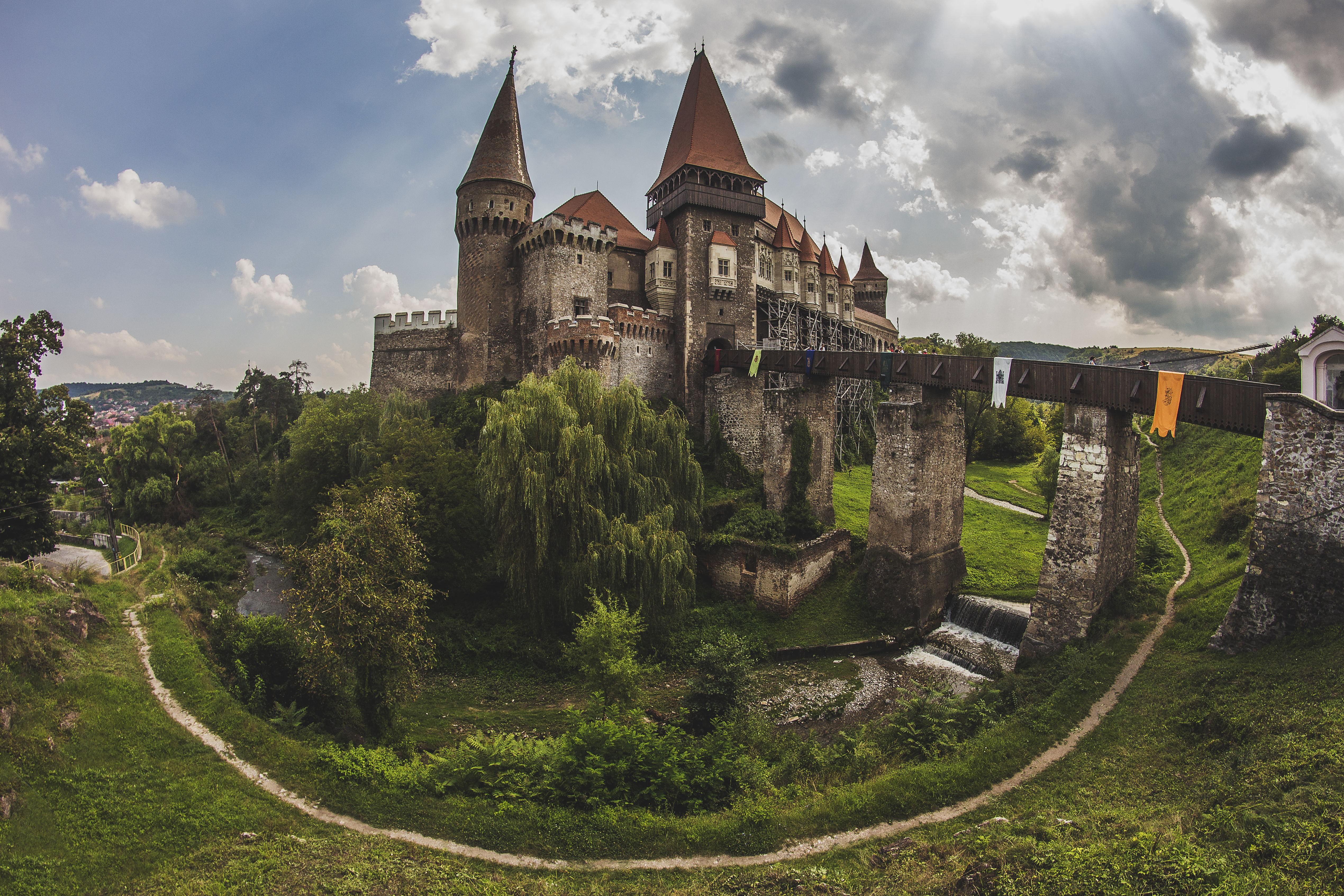
코르빈성

코르빈성(루마니아어: Castelul Corvinilor 카스텔룰 코르비닐로르[*]) 또는 후네도아라성(루마니아어: Castelul Huniazilor 카스텔룰 후니아질로르[*]), 후녀디성(헝가리어: Vajdahunyadi vár)은 루마니아 후네도아라에 위치한 성이다. 고딕 건축, 르네상스 건축 양식이 혼합된 건축 양식을 띠고 있다.
14세기에 요새가 건설되었다는 기록이 전한다. 1446년 헝가리의 섭정으로 임명된 헝가리의 귀족인 후녀디 야노시에 의해 성 양식을 띤 건축물이 되었다. 17세기, 19세기에 새로 지어졌다.